# Antiochië aan de Orontes

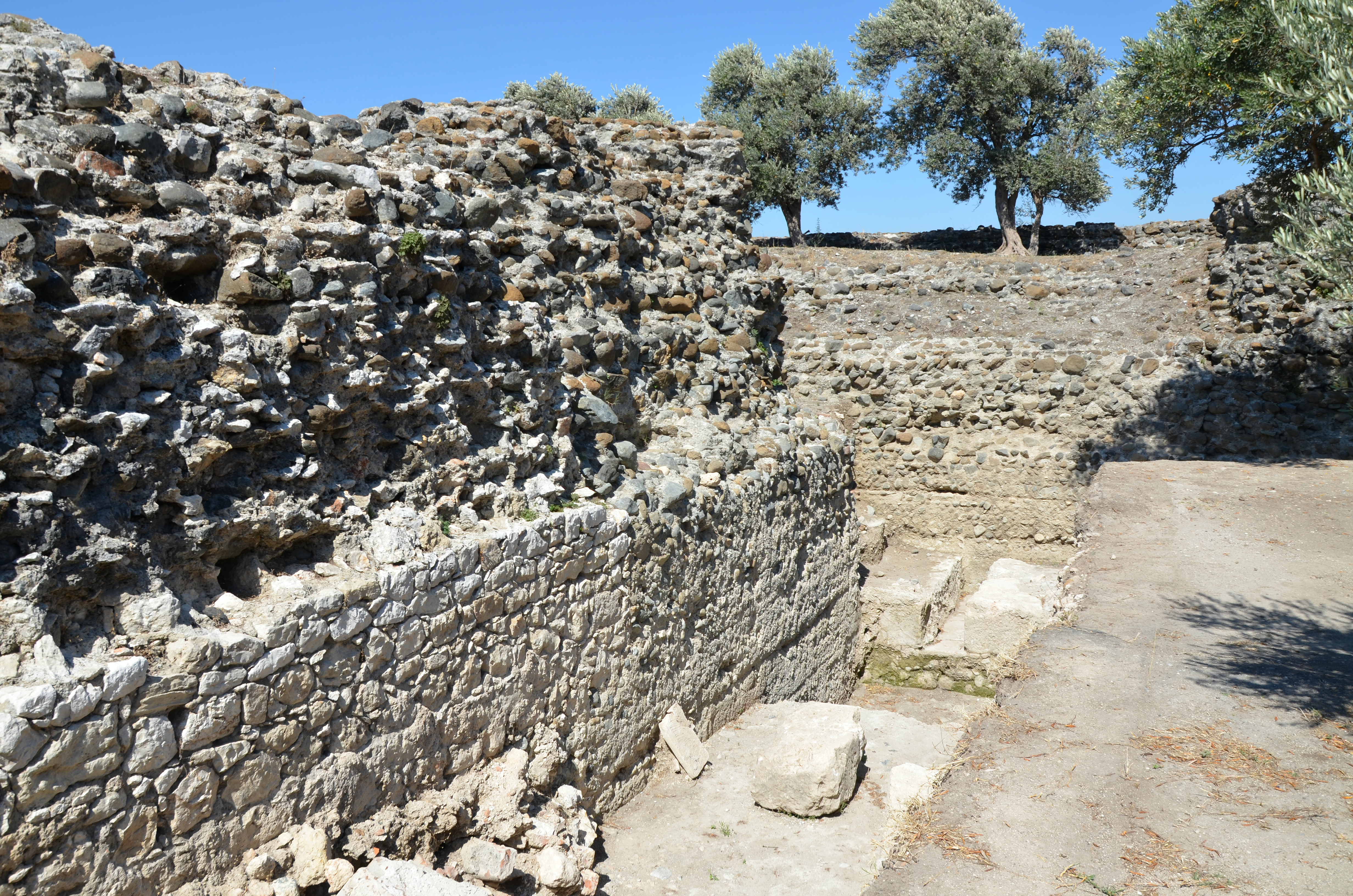
De fundamenten van een tempel uit de 2e eeuw v.Chr.

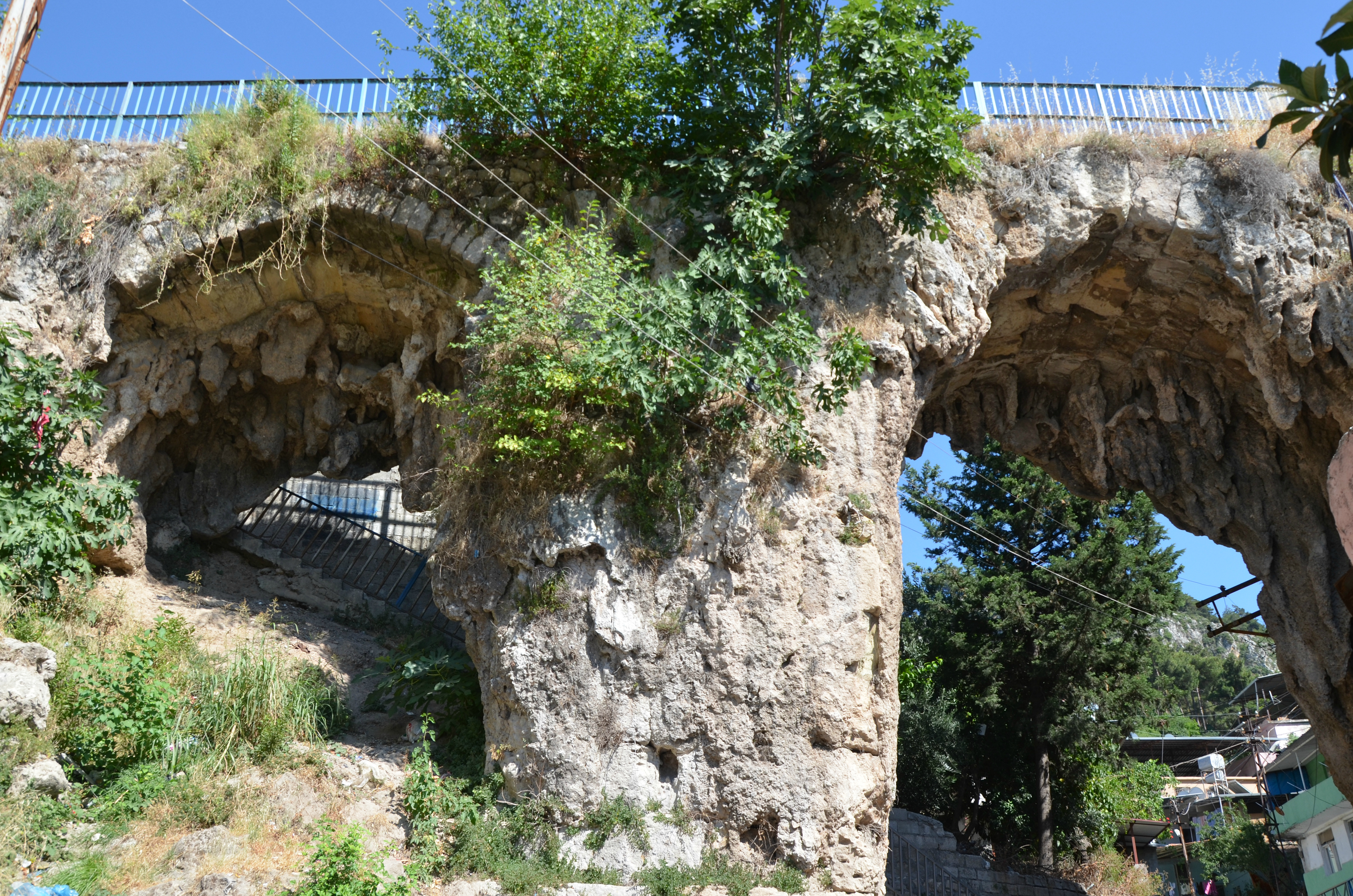
Een aquaduct uit de 2e eeuw.

Antiochië aan de Orontes was een Griekse en later Romeinse en Byzantijnse stad, gelegen aan het uiterste noordoosten van de Middellandse Zee, aan de Orontesrivier. De ruïnes van de stad liggen bij de huidige stad Antiochië in het zuidoosten van Turkije. Ooit was het na Rome, Carthago, Alexandrië en later Constantinopel (Istanboel) de grootste stad van het Romeinse Rijk.
De stad lag op een strategische plaats, aan de Middellandse Zee en sloot aan op handelsroutes, voor o.a. de specerijenhandel, de zijderoute en de Perzische Koninklijke Weg en was als handelsstad een concurrent van Alexandrië.
De polis Antiochië werd gesticht in de 4e eeuw v.Chr. door Seleucus I Nicator, een generaal van Alexander de Grote. De stad behoorde tot de Syrische Tetrapolis. Seleucus noemde de stad naar zijn vader Antiochus en liet deze aanleggen volgens een schaakbordpatroon. De stad zou regelmatig geteisterd worden door aardbevingen.
In Romeinse tijd hoorde de stad bij de Romeinse provincie Syria. Op het hoogtepunt had de stad waarschijnlijk zo’n 250.000 inwoners. Buiten de stad lag de luxe wijk Daphne en aan zee de versterkte haven Seleucia Pieria. De stad speelde een belangrijke rol in de opkomst van het christendom. In de buurt werd de Grot van Sint-Petrus als schuilkerk gebruikt, een van de oudste kerken ter wereld. Later toen het christendom de staatsgodsdienst werd, werd op een eiland in de rivier de Gouden Octogoon gebouwd, een grote kerk die waarschijnlijk onderdeel was van een paleiscomplex.
Een belangrijke gebeurtenis was het beleg van Antiochië tijdens de Eerste Kruistocht, waarna het Vorstendom Antiochië ontstond.
Tegenwoordig is nog steeds een deel van de muren van de oude stad te zien die tegen de berghelling zijn gebouwd. In de periode 1932 tot 1939 werden er opgravingen gedaan naar de Romeinse stad. Hierbij zijn meer dan 300 Romeinse mozaïeken gevonden, zoals een groot mozaïek met het Parisoordeel.